# Cigonca
Cigonca je naselje v Občini Slovenska Bistrica.

## Naravne znamenitosti
Okoli kilometer jugozahodno od Pragerskega se nahaja avtohtoni nižinski hrastov gozd. 10 ha gozda je izločenih kot gozdni rezervat Cigonca. Skozi gozd potekata cesta in železnica. Je zadnji primer avtohtonega nižinskega hrastovega gozda v vzhodni Sloveniji.